# Alzenau
Alzenau (do 31 grudnia 2006 Alzenau in Unterfranken, Alzenau i. UFr.) – miasto w Niemczech, w kraju związkowym Bawaria, w rejencji Dolna Frankonia, w regionie Bayerischer Untermain, w powiecie Aschaffenburg. Leży ok. 15 km na północ od Aschaffenburga, nad rzeką Kahl, przy autostradzie A45 i linii kolejowej Hanau – Schöllkrippen.

## Dzielnice
W skład miasta wchodzą następujące dzielnice:
- Albstadt
- Alzenau
- Hörstein
- Kälberau
- Michelbach
- Wasserlos

## Współpraca
Miejscowości partnerskie:
- Pfaffstätten, Austria (kontakty utrzymuje dzielnica Hörstein)
- Sint-Oedenrode, Holandia
- Thaon-les-Vosges, Francja

### Zabytki i atrakcje
- zamek Alzenau
- barokowy kościół parafialny pw. św. Justtyniana (St. Justinus)
- ratusz wybudowany w latach 1860–1862
- dom Gasthaus, obecnie browar
- willa Meßmer
- kościół pielgrzymkowy w dzielnicy Kälberau
- zamek w dzielnicy Wasserlos (obecnie szpital)
- kirkut
- kościół w dzielnicy Hörstein
- zamek Maisenhausen

### Galeria

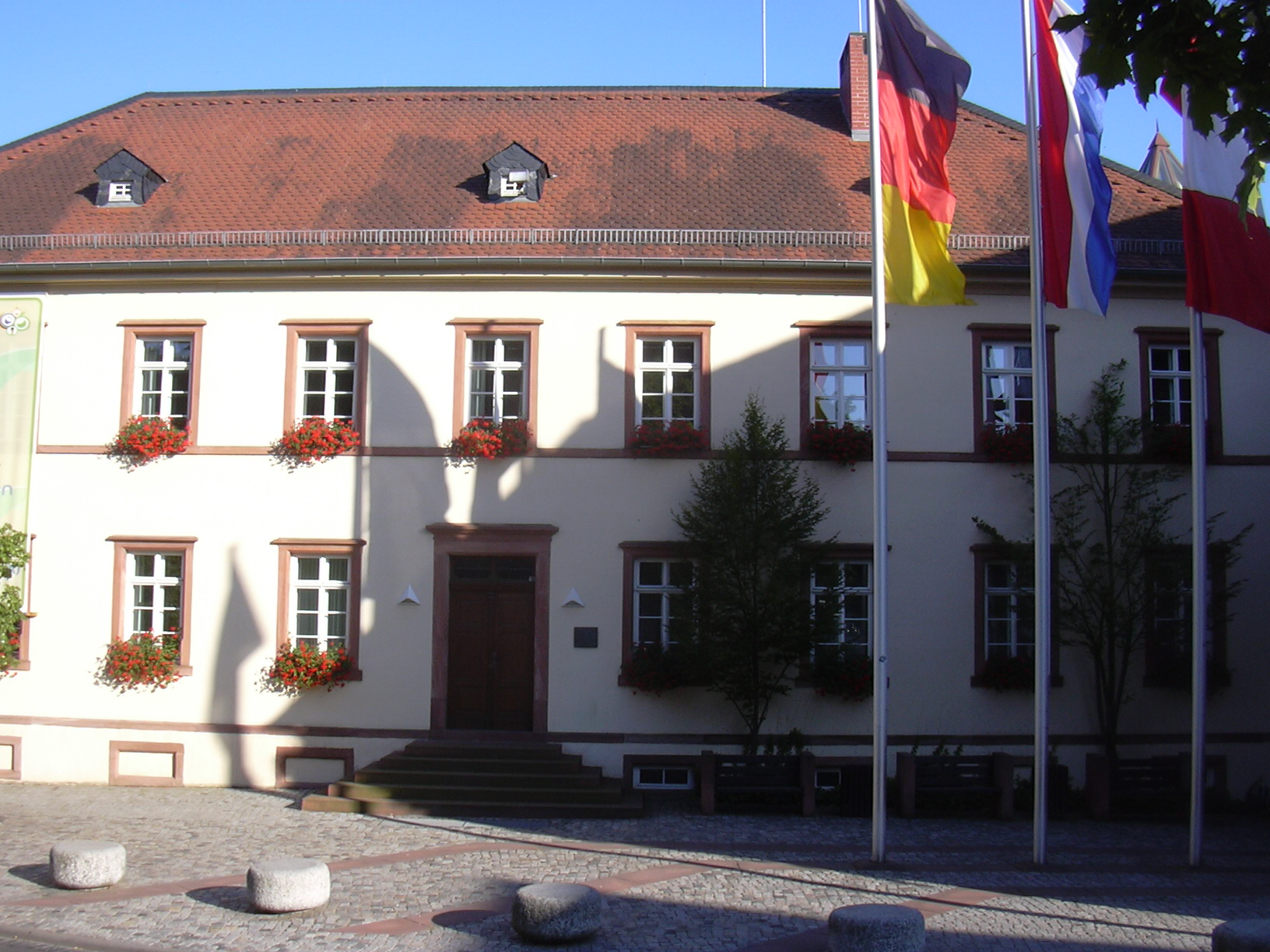
Ratusz
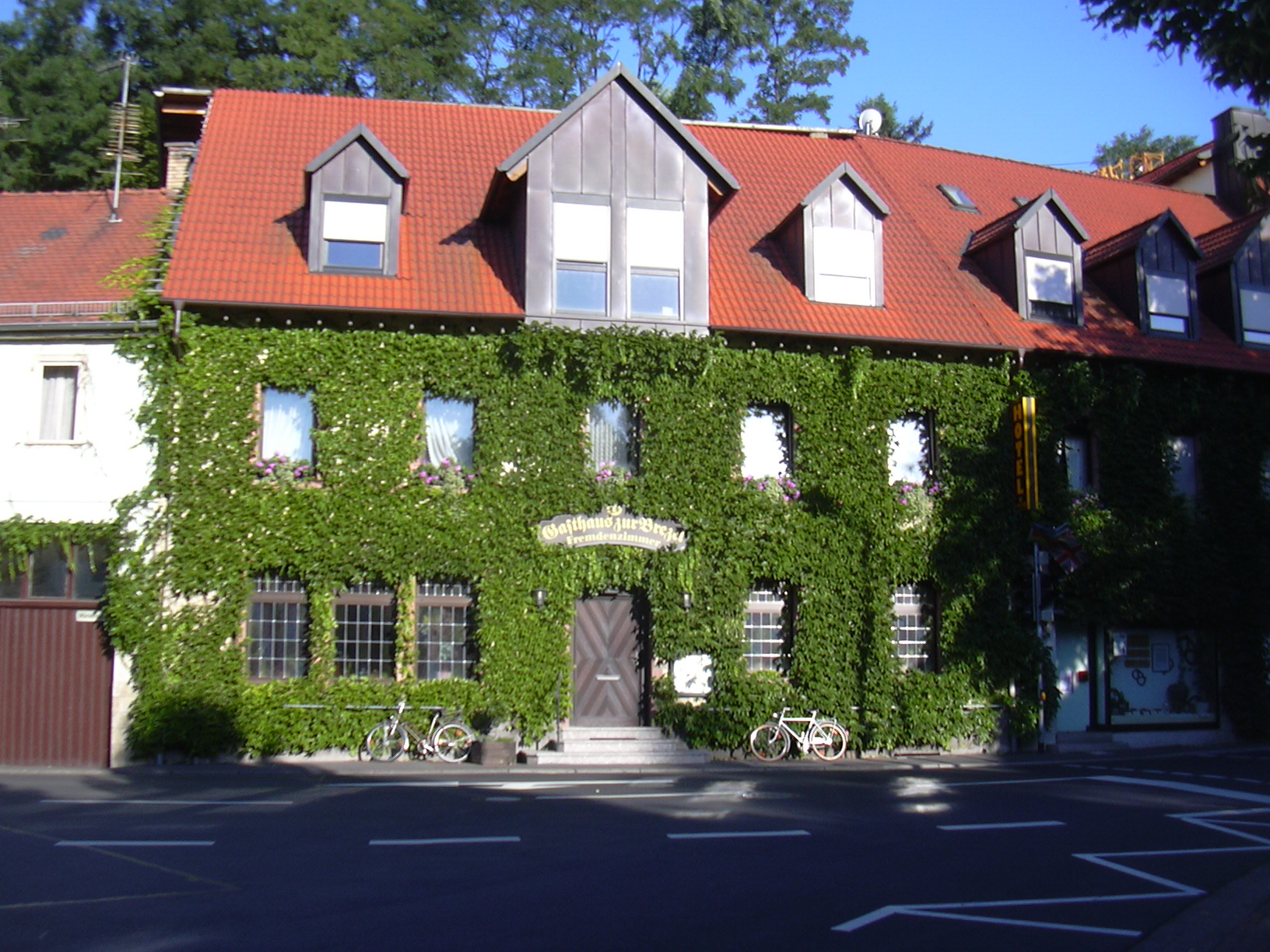
Browar
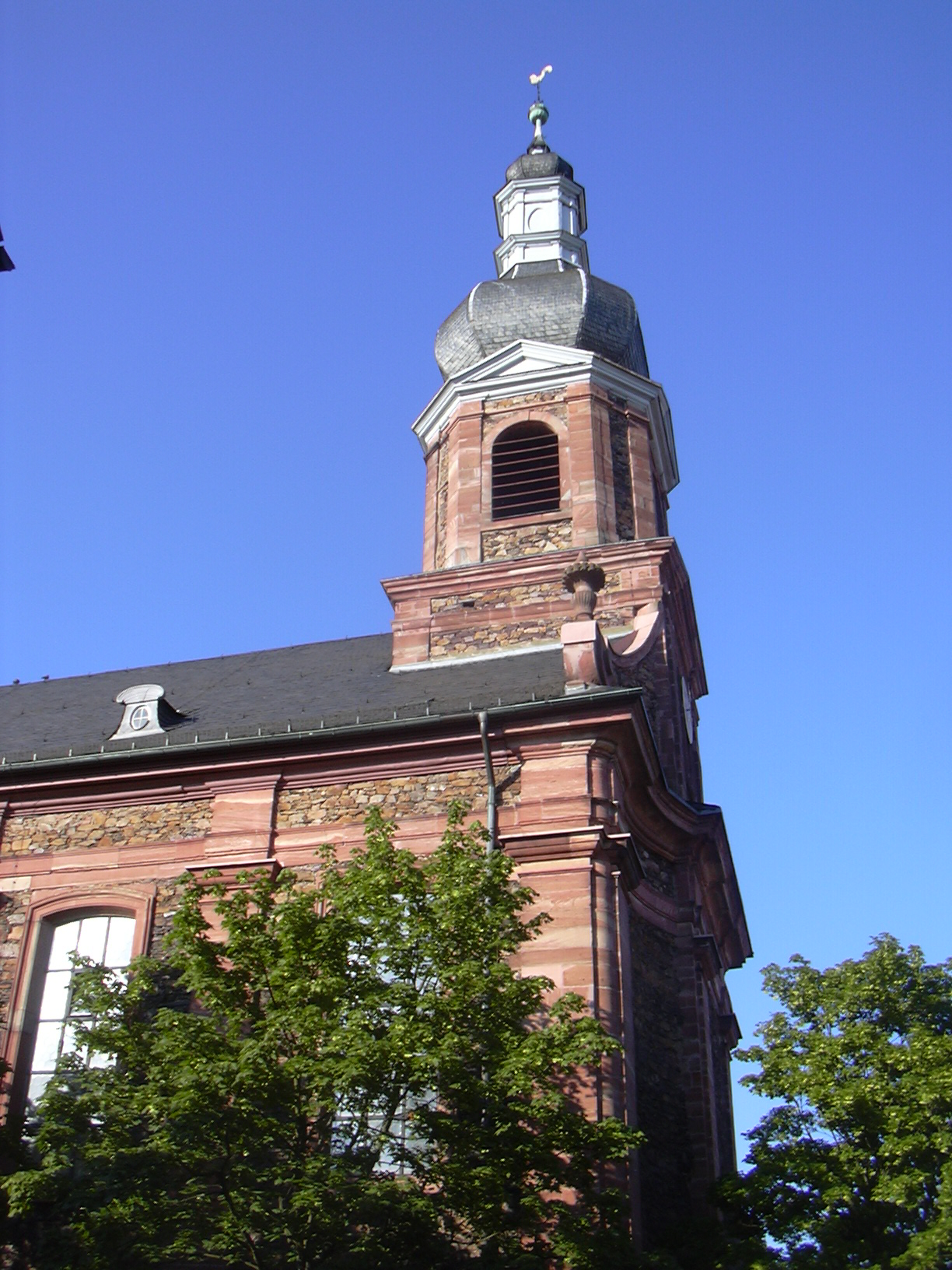
Kościół św. Justyniana (St. Justinus)
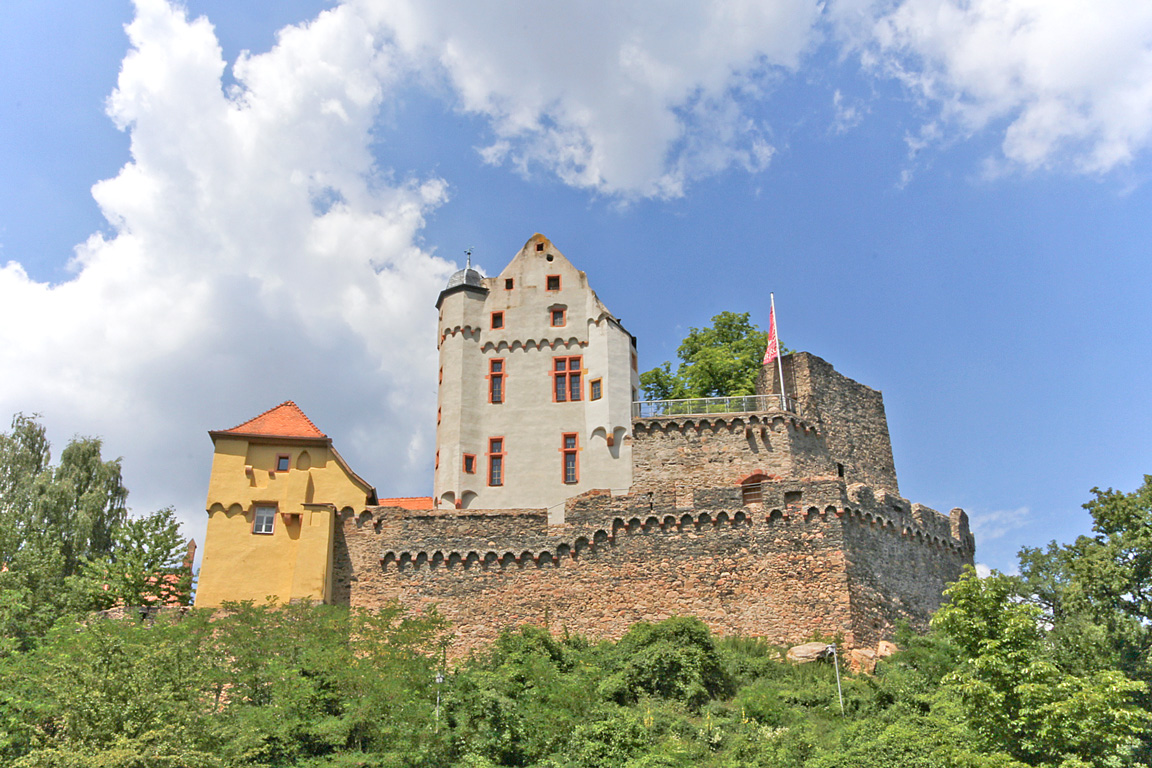
Zamek Alzenau
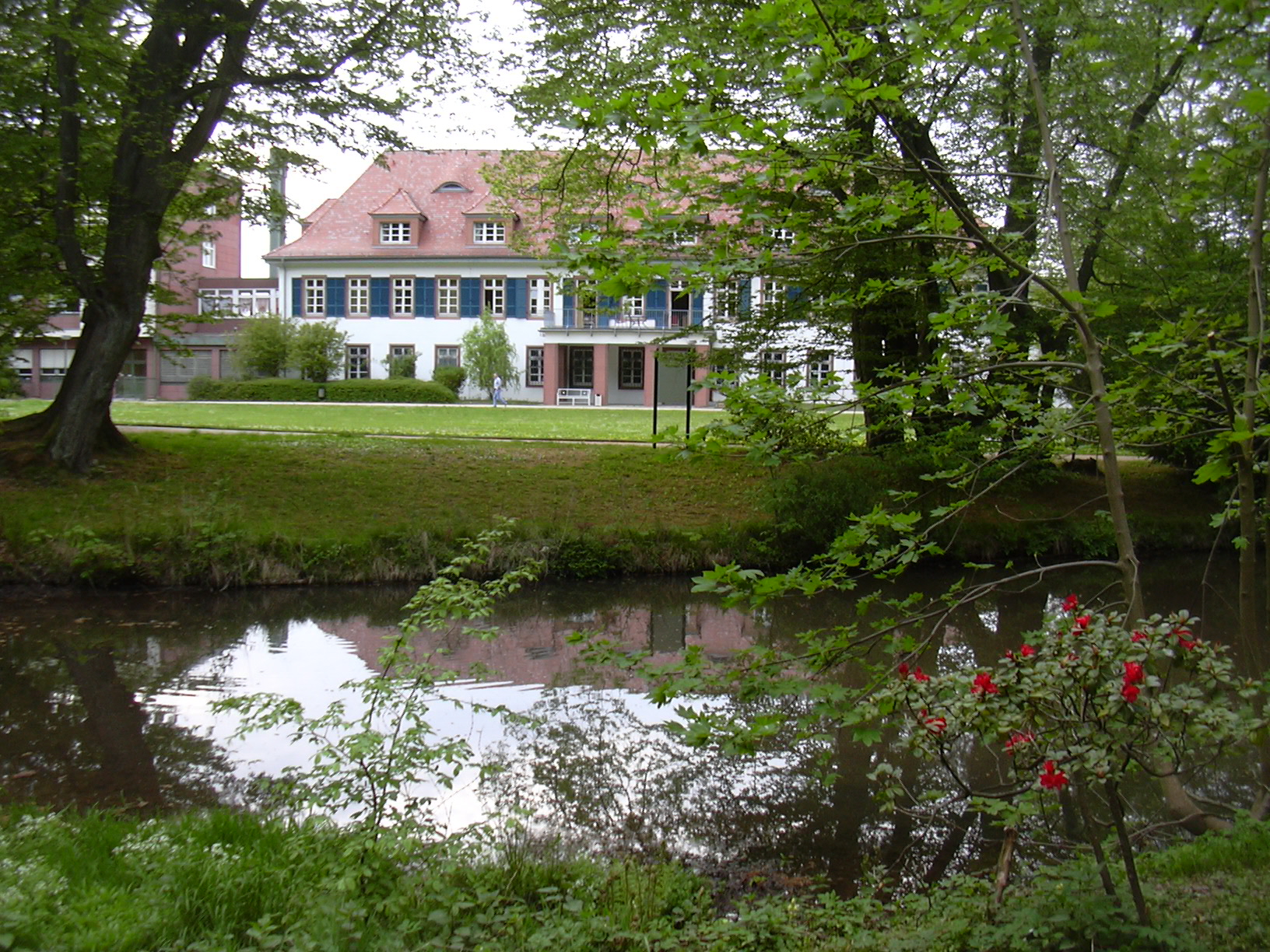
Zamek w dzielnicy Wasserlos